# Società Sportiva Cavese 1919 2007-2008
Questa pagina raccoglie le informazioni riguardanti la Società Sportiva Cavese 1919 nelle competizioni ufficiali della stagione 2007-2008.

## Rosa
| N. |                      | Ruolo | Calciatore           |
| -- | -------------------- | ----- | -------------------- |
|    | Italia (bandiera)    | P     | Amedeo Petrazzuolo   |
|    | Italia (bandiera)    | P     | Giuseppe Della Corte |
|    | Sudafrica (bandiera) | P     | Vincenzo Criscuolo   |
|    | Italia (bandiera)    | P     | Domenico Cecere      |
|    | Italia (bandiera)    | D     | Daniele Unniemi      |
|    | Italia (bandiera)    | D     | Alberto Nocerino     |
|    | Italia (bandiera)    | D     | Riccardo La Corte    |
|    | Italia (bandiera)    | D     | Giammarco Frezza     |
|    | Italia (bandiera)    | D     | Luca Pierotti        |
|    | Italia (bandiera)    | D     | Luigi Cipriani       |
|    | Italia (bandiera)    | D     | Alessandro Farina    |
|    | Italia (bandiera)    | D     | Dario Rossi          |
|    | Italia (bandiera)    | C     | Gerardo Alfano       |
|    | Italia (bandiera)    | C     | Francesco Favasuli   |
|    | Italia (bandiera)    | C     | Gianluca Porro       |

| N. |                     | Ruolo | Calciatore              |
| -- | ------------------- | ----- | ----------------------- |
|    | Italia (bandiera)   | C     | Felice Prevete          |
|    | Italia (bandiera)   | C     | Vincenzo Riccio         |
|    | Italia (bandiera)   | C     | Daniele Scartozzi       |
|    | Italia (bandiera)   | C     | Pasquale Catalano       |
|    | Italia (bandiera)   | C     | Pietro De Giorgio       |
|    | Italia (bandiera)   | C     | Angelo Mario Teta       |
|    | Italia (bandiera)   | C     | Giuseppe Geraldi        |
|    | Italia (bandiera)   | A     | Federico Giampaolo (II) |
|    | Italia (bandiera)   | A     | Sergio Ercolano         |
|    | Albania (bandiera)  | A     | Henry Shiba             |
|    | Italia (bandiera)   | A     | Tonino Sorrentino       |
|    | Italia (bandiera)   | A     | Nazzareno Tarantino     |
|    | Germania (bandiera) | A     | Giuseppe Aquino         |
|    | Italia (bandiera)   | A     | Gaetano Grieco          |
|    | Italia (bandiera)   | A     | Alberto Bernardi        |

## Risultati

### Campionato

#### Girone di andata
| 26 agosto 2007 1ª giornata | Cavese | 1 – 1 | Pro Sesto |  |

| 3 settembre 2007 2ª giornata | Cittadella | 3 – 1 | Cavese |  |

| 9 settembre 2007 3ª giornata | Cavese | 1 – 1 | Cremonese |  |

| 16 settembre 2007 4ª giornata | Manfredonia | 2 – 1 | Cavese |  |

| 24 settembre 2007 5ª giornata | Cavese | 1 – 1 | Verona |  |

| 30 settembre 2007 6ª giornata | Pro Patria | 1 – 1 | Cavese |  |

| 8 ottobre 2007 7ª giornata | Foligno | 1 – 0 | Cavese |  |

| 14 ottobre 2007 8ª giornata | Cavese | 1 – 0 | Sassuolo |  |

| 21 ottobre 2007 9ª giornata | Venezia | 2 – 1 | Cavese |  |

| 29 ottobre 2007 10ª giornata | Cavese | 2 – 1 | Foggia |  |

| 1 novembre 2007 11ª giornata | Cavese | 0 – 0 | Monza |  |

| 5 novembre 2007 12ª giornata | Novara | 1 – 1 | Cavese |  |

| 12 novembre 2007 13ª giornata | Cavese | 2 – 1 | Ternana |  |

| 18 novembre 2007 14ª giornata | Legnano | 0 – 0 | Cavese |  |

| 25 novembre 2007 15ª giornata | Cavese | 3 – 0 | Lecco |  |

| 3 dicembre 2007 16ª giornata | Paganese | 1 – 0 | Cavese |  |

| 9 dicembre 2007 17ª giornata | Cavese | 2 – 2 | Padova |  |

#### Girone di ritorno
| 16 dicembre 2007 18ª giornata | Pro Sesto | 2 – 4 | Cavese |  |

| 23 dicembre 2007 19ª giornata | Cavese | 1 – 1 | Cittadella |  |

| 14 gennaio 2008 20ª giornata | Cremonese | 2 – 1 | Cavese |  |

| 21 gennaio 2008 21ª giornata | Cavese | 1 – 1 | Manfredonia |  |

| 3 febbraio 2008 22ª giornata | Verona | 0 – 1 | Cavese |  |

| 10 febbraio 2008 23ª giornata | Cavese | 2 – 1 | Pro Patria |  |

| 17 febbraio 2008 24ª giornata | Cavese | 0 – 1 | Foligno |  |

| 24 febbraio 2008 25ª giornata | Sassuolo | 1 – 0 | Cavese |  |

| 10 marzo 2008 26ª giornata | Cavese | 2 – 0 | Venezia |  |

| 16 marzo 2008 27ª giornata | Foggia | 4 – 2 | Cavese |  |

| 22 marzo 2008 28ª giornata | Monza | 0 – 1 | Cavese |  |

| 31 marzo 2008 29ª giornata | Cavese | 1 – 1 | Novara |  |

| 6 aprile 2008 30ª giornata | Ternana | 1 – 0 | Cavese |  |

| 13 aprile 2008 31ª giornata | Cavese | 2 – 1 | Legnano |  |

| 20 aprile 2008 32ª giornata | Lecco | 2 – 3 | Cavese |  |

| 27 aprile 2008 33ª giornata | Cavese | 1 – 2 | Paganese |  |

| 4 maggio 2008 34ª giornata | Padova | 6 – 4 | Cavese |  |